# زتا دوشیزه
زتا دوشیزه یک ستاره است که در صورت فلکی دوشیزه قرار دارد.